# Stephen E. Kesler
Stephen Edward Kesler, auch Steve Kessler,  (* 5. Oktober 1940 in Washington, D.C.)  ist ein US-amerikanischer Geologe, Geochemiker und Mineraloge und Hochschullehrer an der University of Michigan.
Kesler studierte an der University of North Carolina mit dem Bachelor-Abschluss 1962 und wurde 1966 an der Stanford University in Geologie promoviert. Danach war er Assistant Professor an der Louisiana State University in Baton Rouge, ab 1970 Assistant Professor und 1971 Associate Professor an der University of Toronto und ab 1977 Professor für Geologie an der University of Michigan.
1975/76 war er Gastwissenschaftler am Consejo del Recursos Minerales in Mexiko.
2006 erhielt er die Penrose-Goldmedaille der Society of Economic Geologists. 1998/99 war er Präsident der Society of Economic Geologists. Er ist Fellow der Geological Society of America.
Er befasst sich mit tektonischen, petrologischen und geochemischen Fragen der Erzentstehung, Geochemie der Erkundung von Erzlagerstätten und Geologie der Karibik, Zentralamerikas und Mexikos. Außerdem befasst er sich mit Umweltfragen und Geochemie der Wiedergewinnung und Nutzung von Mineralien.
Er war Mitherausgeber von Economic Geology und J. Geochem. Exploration.